# Casa Padrós
La Casa Padrós és un habitatge del municipi de Cardedeu (Vallès Oriental) protegit com a bé cultural d'interès local.

## Descripció
És un habitatge de tipologia entre mitgeres. La façana és plana de composició asimètrica, amb planta baixa i pis. Sorprèn la simplicitat de la façana comparat amb el pesant coronament, voluminós. El material utilitzat és pedra de carreus. Els elements formals d'aquest edifici correspon al llenguatge eclèctic imperat a la segona meitat del segle xix. Queda inclòs en la mateixa línia estètica dels edificis veïns.

## Història
Situada a carrer Daurella, anomenat abans c/ de Barcelona, com a prolongació del c/ de Baix, un dels carrers més antics de Cardedeu. No obstant, el solar que ocupa susdita casa es troba fora d'on arribava, cap al 1777, el c/ de Baix. Construïda a la fi del segle xix en el marc del desenvolupament econòmic, especialment notable, entre altres coses, per una intensa activitat constructiva a tota la vila. L'any 1877 es feu un pla d'urbanització per la part occidental de Cardedeu, la que va de la pl. de St. Joan a la Riera; on hi ham d'incloure el planejament d'aquesta part del carrer: el pla el va fer l'arquitecte Manual Gispert l'any 1885. L'arquitecte Municipal Samsó va fer un pla definitiu per tot Cardedeu.